# John Rossiter
Pour les articles homonymes, voir Rossiter.
John Rossiter, né le 2 mars 1916 à Staverton, dans le Devon, et mort en 2005 au Royaume-Uni, est un écrivain britannique, auteur de roman d'espionnage, et sous le pseudonyme de Jonathan Ross, d'une vingtaine de romans policiers.

## Biographie
De 1924 à 1932, il complète ses études à l'école militaire de Woolwich. Il est détective en chef au corps de police du Wiltshire de 1939 à 1969, sauf pendant la Seconde Guerre mondiale, de 1943 à 1946, où il sert comme lieutenant dans la Royal Air Force. Il est également chroniqueur dans les pages du Witlshire Courior de 1963 à 1964.
Peu avant sa retraite, il amorce une carrière d’écrivain par la publication en 1968, sous le pseudonyme de Jonathan Ross, du premier titre d’une série policière, appartenant au genre de la procédure policière, qui a pour héros récurrent l’irascible inspecteur en chef George Rogers, flanqué de son assistant, l'inspecteur détective David Lingard, un dandy qui aime renifler du tabac à priser, ce  qui a le chic d’impatienter son supérieur. Inflexible dans ses méthodes, Rogers se retrouve souvent empêtré dans une enquête complexe, mais où son sens de la méthode lui permet de se tirer d'affaire.
Après la publication de quatre titres de sa série policière, John Rossiter fait paraître sous son patronyme une série d'espionnage mettant en scène les missions de l'agent britannique Roger Tallis. Devant le peu de succès rencontré, l'auteur s'essaie aussi à l'écriture de quelques thrillers, avant de se cantonner dans les enquêtes de George Rogers.

## Œuvre

### Romans

#### Série d'espionnageRoger Tallis
- The Murder Makers (1970)
- The Deadly Green (1970)
- A Rope for General Dietz (1972)
- The Deadly Gold (1975)

#### Autres romans
- The Victims (1971)
- The Manipulators (1973)
- The Villains (1974)
- The Man Who Came Back (1978)
- Dark Flight (1981)

#### Série policièreInspecteur George Rogerssignée Jonathan Ross
- The Blood Running Cold (1968)
- Diminished by Death (1968)
- Death at First Hand (1969)
- The Deadest Thing You Ever Saw (1969)
- Here Lies Nancy Frail (1972)
- The Burning of Billy Toober (1974)
- I Know What It’s Like To Die (1976)
- A Rattling of Old Bones (1979) Publié en français sous le titre Une petite morte bien rangée, traduit par Jacques Satori, Paris, Librairie des Champs-Élysées, coll. « Le Masque » no 1756, 1984  (ISBN 2-7024-1581-4)
- Dark Blue and Dangerous (1981)
- Death’s Head (1982)
- Dead Eye (1983)
- Dropped Dead (1984)
- Burial Deferred (1985)
- Fate Accomplished (1987)
- Sudden Departures (1988)
- A Time for Dying (1989)
- Daphne Dead and Done for (1990)
- Murder Be Hanged (1992)
- The Body of a Woman (1994), aussi titré None the Worse for a Hanging
- Murder! Murder! Burning Bright (1996)
- This Too, Too Sullied Flesh (1997)

## Source
- International Who's Who of Authors and Writers 2004, London, Europa Publications, 590 pages, 2003. - p. 479  (ISBN 9781857431797)